# Nuala O'Faolain
Nuala O'Faolain (Clontarf, 1 de marzo de 1940 – Dublín, 9 de mayo de 2008) fue una periodista, productora de televisión, crítica literaria, profesora y escritora irlandesa. Se dio a conocer tras la publicación de sus libros de memorias Are You Somebody? y Almost There. Escribió una biografía del criminal irlandés Chicago May y dos novelas.

## Trayectoria
O'Faolain nació en Clontarf, Dublín, el 1 de marzo de 1940, siendo la segunda de nueve hijos. Su padre era un periodista irlandés que escribía la columna social «Dubliners Diary» bajo el seudónimo de Terry O'Sullivan para el Dublin Evening Press.
Estudió en la University College de Dublín, la Universidad de Hull y la Universidad de Oxford. Fue profesora en el Morley College y trabajó como productora de televisión para la BBC y RTÉ. En 1986, comenzó a escribir una columna de opinión semanal en The Irish Times.
O'Faolain describió sus primeros años de vida como una etapa en la que creció en un país católico que, en su opinión, temía la sexualidad y le prohibía incluso tener información sobre su cuerpo. En sus escritos habla a menudo de su frustración por el sexismo y la rigidez de los roles en la Irlanda católica que esperaban que se casara y tuviera hijos, cosa que no hizo.
Se hizo conocida internacionalmente por sus dos volúmenes de memorias, Are You Somebody? y Almost There; una novela, My Dream of You; y una historia con comentarios, The Story of Chicago May. Los tres primeros figuraron en la lista de los más vendidos del New York Times. Su novela póstuma Best Love, Rosie se publicó en 2009. O'Faolain escribió durante los inicios del movimiento feminista; sus escritos a menudo trataban sobre la misoginia.
Estuvo comprometida al menos una vez, pero nunca se casó. En Are You Somebody?, habla con franqueza sobre su relación de quince años con la periodista Nell McCafferty, quien publicó sus propias memorias, Nell. Desde 2002 hasta su muerte, O'Faolain vivió gran parte del tiempo con el abogado John Low-Beer, radicado en Brooklyn, y su hija Anna. Se registraron como pareja de hecho en 2003.
O'Faolain dividió su tiempo entre Irlanda y la ciudad de Nueva York. Le habían diagnosticado cáncer metastásico y fue entrevistada en el programa de radio de Marian Finucane en RTÉ Radio 1 el 12 de abril de 2008 en relación con su enfermedad terminal.
O'Faolain murió en Dublín el 9 de mayo de 2008. En 2012, RTÉ anunció un nuevo documental sobre su vida.

## Reconocimientos
- 1985: Premio Jacob como productora del programa de televisión de RTÉ Plain Tales[11]
- 2006: Premio Femina étranger, The Story of Chicago May

## Obra
- Are You Somebody? The Accidental Memoir of a Dublin Woman, New York: Henry Holt and Company, 1996.ISBN 0-8050-5663-7
- My Dream of You, Riverhead Books, 2001.ISBN 1-57322-177-5
- Almost There: The Onward Journey of a Dublin Woman, Riverhead Books, 2003.ISBN 1-57322-374-3
- The Story of Chicago May, Riverhead Books, 2005.ISBN 1-57322-320-4
- Best Love, Rosie, New Island Books, 2009.ISBN 978-1-84840-045-0
- A More Complex Truth, New Island Books, 2010.ISBN 1848400667, reprinted as A Radiant Life: The Selected Journalism of Nuala O’Faolain, Harry N. Abrams 2011.ISBN 0810998068